# Asparagus mahafalensis
Asparagus mahafalensis — вид рослин із родини холодкових (Asparagaceae).

## Середовище проживання
Ареал: пд.-зх. Мадагаскар.